# 오마타촌 (도쿠시마현)
오마타촌(大俣村)은 도쿠시마현 아와군에 있던 촌이다. 현재의 아와시에 해당한다.

## 역사
- 1889년 10월 1일 - 정촌제 시행에 의해 5촌의 구역으로 성립하였다.
- 1955년 3월 31일 - 구 이치바정, 야와타정과 합병해, 새로운 이치바정이 성립, 동일 오마타촌은 폐지되었다.

## 교통

### 도로
현재는 도쿠시마 자동차도가 구촌 지역을 통과하고 있지만, 당시에는 미개통이었다. 

## 참고문헌
- 角川日本地名大辞典 36 徳島県